# Aline (álbum)
Aline é um álbum de estúdio em espanhol gravado pela cantora gospel brasileira Aline Barros. O álbum Aline, que inclui a faixa "Estás tu" gravada ao vivo, foi um dos trabalhos da cantora indicado ao Grammy Latino no ano de 2006, na categoria Melhor Álbum de Música Cristã em Espanhol.  A distribuição é da AB Records, e a produção é da Integrity Music.

## Faixas
| N.º | Título                                         | Compositor(es) | Duração |  |
| 1.  | "Gracias Dios (Thank You Lord)"                |                |         |  |
| 2.  | "Dios Bueno (You're Good Lord)"                | -              |         |  |
| 3.  | "Dando Vueltas (Spin)"                         |                |         |  |
| 4.  | "Santo (Holy)"                                 |                |         |  |
| 5.  | "Mi Creador Mi Rey (Creator King)"             |                |         |  |
| 6.  | "Amigo de Dios (Friend of God)"                |                |         |  |
| 7.  | "Dame Paz (Still My Soul)"                     |                |         |  |
| 8.  | "Nos Postramos (We All Bow Down)"              |                |         |  |
| 9.  | "Estás Tú (All Around)"                        |                |         |  |
| 10. | "Por Siempre Te Cantaré (Worship You Forever)" |                |         |  |
| 11. | "Hambrienta (Hungry)"                          |                |         |  |
| 12. | "Grande Es Dios (God Is Great)"                |                |         |  |